# Santa Cruz (ort i Honduras, Departamento de El Paraíso)
Santa Cruz är en ort i Honduras.   Den ligger i departementet El Paraíso, i den södra delen av landet, 70 km öster om huvudstaden Tegucigalpa. Santa Cruz ligger 864 meter över havet och antalet invånare är 1 430.
Terrängen runt Santa Cruz är huvudsakligen kuperad, men åt nordost är den platt. Runt Santa Cruz är det tätbefolkat, med 459 invånare per kvadratkilometer. Närmaste större samhälle är El Paraíso, 9,0 km öster om Santa Cruz. Omgivningarna runt Santa Cruz är en mosaik av jordbruksmark och naturlig växtlighet.